# Nils-Aslak Valkeapää
Nils-Aslak Valkeapää, noto in sami come Áillohaš o Áilluhas (Enontekiö, 23 marzo 1943 – Espoo, 26 novembre 2001), è stato un musicista, poeta e scrittore finlandese.

## Biografia
Nato in Lapponia, ha vinto il Nordic Council's Literature Prize nel 1991. Dopo aver passato gran parte della sua vita nel nord della Finlandia vicino al confine svedese, dove da secoli la sua famiglia allevava renne, si trasferì nel villaggio norvegese di Skibotn.
Appassionato di joik, parte del folklore sami, fu attivo musicalmente soprattutto negli anni settanta e ottanta. Al di fuori della Fennoscandia è noto soprattutto per aver creato la colonna sonora del film L'arciere di ghiaccio (1987), nominato per l'Oscar.